# Marcel-Victor-Lucien Camps
Marcel-Victor-Lucien Camps, francoski general, * 16. maj 1881, † 3. maj 1959.